# Giuseppe Corradi
Giuseppe Corradi (ur. 7 lipca 1932 w Modenie, zm. 22 lipca 2002 w Lanzo Torinese) – włoski piłkarz grający na pozycji obrońcy, a następnie trener. Reprezentant Włoch.
Grając w Juventusie dwukrotnie zdobył mistrzostwo Serie A: w sezonach 1951/52 oraz 1957/58. Z tym klubem zdobył też Puchar Włoch w sezonie 1958/59.
W 1952 wystąpił z reprezentacją Włoch na igrzyskach olimpijskich w Helsinkach.